# Peter Burák
Peter Burák je slovenský fotbalista, který momentálně působí ve slovenském týmu FC Artmedia Petržalka. Je odchovancem klubu FC Nitra, kde prošel všemi mládežnickými kategoriemi. Hraje na postu obránce. Do Artmedie Petržalka přišel v roce 2005.